# Calophyllum vanoverberghii
Calophyllum vanoverberghii är en tvåhjärtbladig växtart som beskrevs av Elmer Drew Merrill. Calophyllum vanoverberghii ingår i släktet Calophyllum och familjen Calophyllaceae. Inga underarter finns listade i Catalogue of Life.